# الجدول الزمني لحرب الخليج الثانية (أغسطس 1990)
- 1 أغسطس: توقف المحادثات بين البلدين في جدة والجانبان يعبران عن الأمل في استئنافها فيما بعد. سعدون حمادي يقول ان المحادثات فشلت لأن الكويت لم تبد استعدادا لمعالجة الضرر الذي لحق بالعراق الذي نتج عن سياساتهم ومواقفهم. فيما أعرب الشيخ سعد العبد الله ولي العهد الكويتي عن إيمان الكويت بالحوار الموضوعي لحل الشاكل العالقة. أنباء تتحدث عن حشد العراق حوالي مائة ألف جندي تدعمهم الدبابات والمدفعية على الحدود.
- 2 أغسطس : دخول القوات العراقية إلى الأراضي الكويتية في الساعة 2:00 بالتوقيت المحلي

+الجيش العراقي يغزو الكويت في اجتياح وسط الظلام. الاجتياح يتم في الساعة الثانية صباحا وصدور بيان من ولي العهد الكويتي يتعهد فيه بقتال قوات الغزو وحتى تطهير الأراضي الكويتية، بغداد تصدر بيانا تدعي فيه أن «ثوارا كويتيين» أطاحوا بالحكومة وشكلوا ما أسماه (الحكومة الحرة المؤقتة) وطلبوا مساعدة العراق الذي استجاب لهذا الطلب. إذاعة الكويت تعلن أن الحكومة الحرة غير شرعية وأنه لا حكومة إلا حكومة سمو أمير دولة الكويت. سفير الكويت لدى واشنطن يعلن أن بلاده طلبت مساعدة عسكرية من الولايات المتحدة.
+العراق يعلن حالة التعبئة العامة ويقرر تشكيل 15 فرقة جديدة واستدعاء اللاحتياط.
+معركة كبيرة تدور قرب قصر دسمان والكويت تعلن: سمو الأمير وولي العهد موجودان في (حفر الباطن) بالسعودية.
+حيرة وذهول تعم العالم العربي ومظاهرات الغضب والتنديد من جهة وتأيد من جهة أخرى تجتاح مدن وعواصم العالم
+مجلس الأمن يدين الغزو العراقي ويطالب بسحب قواته فورا من الكويت. ويصدر القرار 660 مطالبا العراق بالانسحاب الفوري وغير المشروط
+أمير الكويت يتوجه سالما إلى المملكة العربية السعودية. والولايات المتحدة تجمد الأرصدة العراقية والكويتية ومجلس الأمن يدين الغزو.
- 3 أغسطس: مصر تصدر بيانا شديد اللهجة تطالب فيه بسحب العراق لقواته من الكويت

+الملك حسين قام بزيارة إلى بغداد وعزة ابراهيم أجرى محادثات مع القيادة السعودية.
+مجلس التعاون الخليجي يصدر بيانا يدين فيه الغزو العراقي. وزراء خارجية المجلس يدعون لسحب العراق قواته من دولة الكويت فورا ودون شروط
+جامعة الدول العربية تصدر بيانا مماثلا يندد بالغزو، ويرفض التدخل الأجنبي في الشؤون العربية.
+الحكومة المزعومة في الكويت تعلن مصادرتها أموال أمير دولة الكويت وولي العهد وثلاثة آخرين من العائلة الحاكمة.
+العراق يحرك قواته في اتجاه الحدود السعودية والولايات المتحدة تعلن تشكيل قوة بحرية للخليج
- 4 أغسطس: المجموعة الأوروبية تجمد الأرصدة الكويتية وتقرر مقاطعة النفط العراقي.

+أنباء تتحدث عن حشد مائة ألف جندي عراقي على مسافة كيلومتر واحد من الحدود السعودية وأن قوات عراقية دخلت الجزء الكويتي من المنطقة المحايدة بين الكويت والسعودية
- 5 أغسطس: السعودية تعلن التعبئة العامة وتدعو الشبان في سن الخدمة لحمل السلاح.

+المجموعة الأوروبية تفرض مقاطعة اقتصادية شاملة على العراق وتبدي استعدادها للمشاركة في أي حصار تقرره الأمم المتحدة.
+أمير دولة الكويت يوجه كلمة إلى الشعب الكويتي يدعوه إلى مقاومة الغزاة
+العراق يحذر البلدان التي لها رعايا في الكويت من فرض عقوبات
- 6 أغسطس: فرنسا تعزز القوات البحرية في الخليج والعراقيون في الكويت يعتقلون أمريكيين وبريطانيين وألمانا غربيين

+مجلس الأمن يفرض حظرا تجاريا وماليا على العراق بموجب القرار 661
+الشعب الكويتي يرحب بكلمة الأمير ويبدأ مقاومته بتنفيذ عمليات فدائية وبتوزيع المنشورات
- 7 أغسطس: قوات أمريكية تتجه إلى السعودية. البيت الأبيض يعلن أن القوات العراقية تشكل خطرا داهما على اراضي المملكة

+تركيا توقف شحن النفط العراقي من موانئها.
+الرئيس الأمريكي جورج بوش يصدر أوامره بارسال قوات مقاتلة وطائرات حربية إلى المملكة العربية السعودية.
- 8 أغسطس: الحكومة المزعومة تعلن النظام الجمهوري في الكويت

+مجلس قيادة الثورة العراقي يعلن اندماجا شاملا وأبديا بين العراق والكويت.
+العراق يعلن ضم الكويت مدعيا أنها أصبحت المحافظة العراقية التاسعة عشرة.
- 9 أغسطس: مجلس الأمن يصدر قراره رقم 662 الذي يرفض ضم العراق للكويت.

+بريطانيا تقرر إرسال سرب من الطائرات إلى المملكة.
+العراق يأمر السفارات الأجنبية في الكويت بالانتقال إلى بغداد.
- 10 أغسطس: 12 من 20 عضوا في الجامعة العربية حضروا مؤتمر القمة العربي الطارئ الذي عقد بالقاهرة يوافقون على إرسال قوة عربية لحماية السعردية.

+القمة ترفض الضم العراقي للكويت، وتقرر إرسال قوات عربية إلى دول الخليج تحفظ الأردن والسودان وموريتانيا واعتراض ليبيا وفلسطين والعراق على قرارات القمة.
+فرنسا ترسل حاملة طائرات وطرادا إلى الخليج.
- 11 أغسطس: هروب جماعي للأجانب من العراق والكويت. أخبار عن حوادث اغتصاب من قبل الجنود العراقيين تثير ضجة عالمية. دول العالم تتسابق لاجلاء رعاياها من البلدين.

+طائرات حربية بريطانية وقوات مصرية تصل إلى السعودية
- 12 أغسطس: صدام حسين يعلن مبادرة للسلام تقوم على انسحاب اسرائيل من الأراضي المحتلة وسحب القوات السورية من لبنان.

+صدام حسين يعرض مبادرة (للانسحاب) في الشرق الأوسط. المبادرة تطالب بانسحاب فوري وغير مشروط للقوات الإسرائيلية من الأراضي العربية المحتلة في فلسطين وسوريا ولبنان وانسحاب متزامن بين العراق وإيران مقابل وضع ترتيبات لحالة الكويت.
- 13 أغسطس: السعودية ترد ناقلة نفط عراقية على أعقابها في مرفأ المعجز المطل على البحر الأحمر في أول اختبار رئيسي للعقوبات التي فرضتها الأمم المتحدة.
- 15 أغسطس: صدام حسين يعلن في رسالة وجهها إلى الرئيس الأيراني قبوله كل الشروط الإيرانية في النزاع العراقي الإيراني. وإعادة العمل باتفاق الجزائر لعام 1975 وسحب قواته من الأراضي الإيرانية واطلاق سراح الأسرى الإيرانيين.

+ويعترف بالحقوق الإيرانية في شط العرب للتوصل إلى تسوية سلمية للحرب التي استمرت بين البلدين من عام 1980 إلى عام 1988. وإيران ترحب بالعرض.
+إيران تعتبر التنازل العراقي انتصارا لها في حربها مع العراق وتؤكد مرة أخرى ادانتها لغزو الكويت.
- 16 أغسطس: العراق يبدأ في احتجاز الأجانب في الكويت كرهائن. احتجاز غربيين في منشأت مدنية وعسكرية لاستخدامهم كدروع بشرية ضد هجمات محتملة ضده. فشل زيارة الملك حسين في واشنطن لايجاد حل للأزمة.
- 17 أغسظس: العراق يقول أنه سيعتقل مواطني الدول المعتدية ويوزعهم على منشأت مدنية وعسكرية رئيسية إلى أن يزول خطر الحرب
- 18 أغسطس: عدد النازحين الذين عبروا الحدود من العراق إلى الأردن يصل 100,000 نازح، والعراق يقول إن الأجانب وأطفالهم الرضع سيكونون أول ضحايا لنقص الغذاء

+العراق يقول أنه سيستخدم أسلحة كيمياوية إذا هوجم برؤوس حربية أمريكية.
+أول عملية اطلاق نار على ناقلة عراقية منذ بداية الأزمة. فرقاطة أمريكية تطلق طلقات تحذير على ناقلة عراقية في خليج عمان بعد أن رفضت الناقلة الامتثال لأمر الفرقاطة بالتوقف.
- 19 أغسطس: صدام يعلن مبادرة جديدة تقوم على انسحاب القوات الأمريكية مقابل اطلاق سراح الرهائن الأجانب.

+العراق يأمر الغربيين في الكويت بالتجمع في فنادق وإلا اعتقلوا
- 20 أغسطس: العراق يأمر السفارات الأجنبية في الكويت باغلاق أبوابها خلال أربعة أيام. سعدون حمادي يتوجه إلى موسكو ويجرى محادثات مع وزير الخارجية السوفيتي.

+صدام حسين يوجه رسالة مفتوحة إلى الرئيس جورج بوش يدعوه إلى إيجاد حل سلمي لأزمة الخليج وإلا واجه كارثة عالمية، والولايات المتحدة تقول أن قوات لها سترابط في الإمارات العربية المتحدة.
- 21 أغسطس: أنباء بأن ناقلة عراقية تفرغ نفطا في عدن في أول انتهاك معروف للحظر النفطي

+الرئيس حسني مبارك يوجه نداء مؤثرا إلى صدام حسين ناشده فيه الانسحاب من الكويت وتجنيب الأمة العربية حربا مدمرة.
+انتشار مائة ألف جندي أمريكي في الإمارات.
- 22 أغسطس: الرئيس الأمريكي يستدعي قوات الاحتياط وحاملة الطائرات ساراتوجا تتوجه إلى مياه الخليج والسلطات المصرية تفرض إجراءات أمنية مشدده على امتداد قناة السويس.

+واشنطون ترفض دعوة العراق إلى إجراء محادثات. والأردن يغلق حدوده مع العراق حتى ينتهى تكدس النازحين على أراضيه.
- 22 أغسطس: صدام حسين يظهر في التلفزيون مع بريطانيين محتجزين ويقول أنهم ليسوا رهائن
- 24 أغسطس: القوات العراقية تطوق السفارات التي ترفض اغلاق أبوابها في الكويت وتهدد بإغلاقها بالقوة عند انتهاء مهلة الإنذار. معظم دول العالم ترفض الإنذار وتعلن فتح سفاراتها في الكويت

+الولايات المتحدة تقول ان العراق يحصل على مواد كيماوية وأسلحة حربية من ليبيا.
+الأردن يعيد فتح حدوده للنازحين.
+كورت فالدهايم يزور بغداد في محاولة للتوسط لاطلاق سراح الرهائن المحتجزين في العراق والكويت.
- 25 أغسطس: مجلس الأمن الدولي يصدر قراره 665 بالموافقة على استخدام القوة لفرض الحظر على العراق. أمريكا تعلن أن لها حرية التصرف في الخليج لفرض تنفيذ الحظر ضد العراق.

+كورت فالدهايم يتمكن من الإفراج عن حوالي 80 من الرعايا النمساويين المحتجزين في بغداد والكويت.
- 26 أغسطس: دبلوماسيون عرب ومسافرون يقولون أن العراق أعدم عشرات من كبار ضباطه لمعارضتهم للغزو.
- 27 أغسطس: قطر تقول أنها ستسمح لقوات أجنبية بالمرابطة في أراضيها لردء أي هجوم عراقي محتمل. واليمن يبدأ مبادرة للتوسط.

+حركة «25 فبراير» المقاومة للاحتلال تعلن أنها ستضرب في قلب بغداد ردا على الغزو العراقي للكويت.
- 28 أغسطس: العراق يعلن تحويل الكويت إلى المحافظة العراقية التاسعة عشرة ويسمى مدينة الكويت «كاظمة» وينشيء منطقة باسم «الصدامية»

+وصدام حسين يتحدى بوش وتاتشر أن يناظراه في التلفزيون والولايات المتحدة تقول أن الفكرة لا تستحق عناء الرد. وصدام حسين يأمر بالإفراج عن جميع الرهائن من النساء والأطفال الغربيين.
- 29 أغسطس: السفير العراقي في الولايات المتحدة يقول أن جميع الرجال الغربيين يمكنهم السفر إذا وعدت واشنطن بالا تهاجم العراق
- 30 أغسطس: خافير بيريز دي كويار يتوجه إلى الأردن للاجتماع بوزير الخارجية العراقي في مهمة لانهاء الازمة. وصدام حسين يجتمع بداعية الحقوق المدنية جيسي جاكسون.

+اجتماع طارئ لوزراء الخارجية العرب يعقد في القاهرة.
- 31 أغسطس: عزيز يجتمع مع الأمين العام للأمم المتحدة خافيير بيريز دي كويار في عمان. و19 امرأة وطفلا إيطاليا يصلون إلى الأردن قادمين من العراق. وأفراد من البحرية الأمريكية يصعدون إلى ظهر أول سفينة عراقية منذ فرض الحصار ثم يسمحون لها بمواصلة طريقها.